# ارلویل (مریلند)
ارلویل (به انگلیسی: Earleville) یک منطقهٔ مسکونی در ایالات متحده آمریکا است که در شهرستان سیسیل، مریلند واقع شده‌است. ارلویل ۲۵٫۹۱ متر بالاتر از سطح دریا واقع شده‌است.